# Menskirch
Menskirch (fràncic lorenès Menschkérch) és un municipi francès situat al departament del Mosel·la i a la regió del Gran Est. L'any 2007 tenia 162 habitants.

## Demografia

### Població
El 2007 la població de fet de Menskirch era de 162 persones. Hi havia 56 famílies, de les quals 8 eren unipersonals (4 homes vivint sols i 4 dones vivint soles), 16 parelles sense fills, 20 parelles amb fills i 12 famílies monoparentals amb fills.
La població ha evolucionat segons el següent gràfic:
Habitants censats

### Habitatges
El 2007 hi havia 63 habitatges, 59 eren l'habitatge principal de la família, 1 era una segona residència i 3 estaven desocupats. 55 eren cases i 8 eren apartaments. Dels 59 habitatges principals, 48 estaven ocupats pels seus propietaris, 10 estaven llogats i ocupats pels llogaters i 1 estava cedit a títol gratuït; 1 tenia dues cambres, 7 en tenien tres, 14 en tenien quatre i 37 en tenien cinc o més. 52 habitatges disposaven pel capbaix d'una plaça de pàrquing. A 19 habitatges hi havia un automòbil i a 34 n'hi havia dos o més.

### Piràmide de població
La piràmide de població per edats i sexe el 2009 era:
| Homes | Edats   | Dones |
| ----- | ------- | ----- |
| 0     | 95 o +  | 0     |
| 0     | 90 a 94 | 0     |
| 4     | 85 a 89 | 0     |
| 0     | 80 a 84 | 4     |
| 0     | 75 a 79 | 0     |
| 0     | 70 a 74 | 8     |
| 0     | 65 a 69 | 0     |
| 4     | 60 a 64 | 0     |
| 8     | 55 a 59 | 4     |
| 0     | 50 a 54 | 8     |
| 20    | 45 a 49 | 0     |
| 8     | 40 a 44 | 24    |
| 4     | 35 a 39 | 0     |
| 8     | 30 a 34 | 8     |
| 16    | 25 a 29 | 0     |
| 4     | 20 a 24 | 0     |
| 0     | 15 a 19 | 8     |
| 8     | 10 a 14 | 8     |
| 0     | 5 a 9   | 4     |
| 0     | 0 a 4   | 8     |

## Economia
El 2007 la població en edat de treballar era de 112 persones, 83 eren actives i 29 eren inactives. De les 83 persones actives 75 estaven ocupades (43 homes i 32 dones) i 8 estaven aturades (7 homes i 1 dona). De les 29 persones inactives 6 estaven jubilades, 8 estaven estudiant i 15 estaven classificades com a «altres inactius».

### Ingressos
El 2009 a Menskirch hi havia 60 unitats fiscals que integraven 162 persones, la mediana anual d'ingressos fiscals per persona era de 18.407 €.

### Activitats econòmiques
Dels 2 establiments que hi havia el 2007, 1 era d'una empresa de construcció i 1 d'una empresa de serveis.
L'únic servei als particulars que hi havia el 2009 era una lampisteria.
L'any 2000 a Menskirch hi havia 8 explotacions agrícoles que ocupaven un total de 243 hectàrees.

## Poblacions més properes
El següent diagrama mostra les poblacions més properes.